# Parerigone brachyfurca
Parerigone brachyfurca là một loài ruồi trong họ Tachinidae.